# Parlamentswahl in Montenegro 1998
- SNP: 29
- Minderheit.: 2
- DPS: 42
- LSCG: 5

Die Parlamentswahl in Montenegro 1998 fand am 31. Mai 1998 statt.

## Hintergrund
Nachdem Momir Bulatović als Parteichef abgesetzt wurde und Milo Đukanović sein Nachfolger wurde, kam es zu einer Spaltung innerhalb der DPS. Beide traten dann zur Präsidentschaftswahl in Montenegro 1997 an, bei der Đukanović mit knapp 51 %. Daraufhin formierte sich die von Bulatović angeführte DPS–MB zur SNP um.

## Ergebnis
| Liste/Partei                              | Prozent 1996 | Sitze 19961 | Prozent 1998 | +/-     | Sitze 1998 | +/-   |
| ----------------------------------------- | ------------ | ----------- | ------------ | ------- | ---------- | ----- |
| Demokratska Partija Socijalista Crne Gore | 51,2         | 45          | 49,5         | – 7,42  | 42         | – 32  |
| Socijaldemokratska Partija Crne Gore      | 05,7         | 0           | 49,5         | – 7,42  | 42         | – 32  |
| Narodna stranka                           | 24,9         | 19          | 49,5         | – 7,42  | 42         | – 32  |
| Liberalni savez Crne Gore                 | 24,9         | 19          | 6,3          | – 19,32 | 5          | – 142 |
| Srpska radikalna stranka                  | 04,4         | 0           | 1,2          | – 3,1   | 0          | ± 0   |
| Stranka demokratske akcije                | 03,5         | 03          | —            | – 3,5   | —          | – 3   |
| Demokratski savez u Crnoj Gori3           | 01,8         | 02          | 01,6         | – 0,2   | 01         | – 1   |
| Demokratska unija Albanaca3               | 1,3          | 2           | 01,3         | ± 0,0   | 01         | – 1   |
| Socialistična narodna partija Crne Gore   | —            | —           | 36,1         | + 36,1  | 29         | + 29  |

1 1996 gab es eine 6 %-Hürde.

2 Der Wert von DPS 1998 wird mit der Summe von DPS und SDP 1996 und die LSCG von 1998 mit dem Wert von LSCG-NS verglichen.

3 Für die albanische Minderheit waren zwei Sitze reserviert.